# Hobøl
Hobøl este o comună din provincia Østfold, Norvegia.